# Juan Corona (asesino)
Juan Vallejo Corona (Autlán, México; 7 de febrero de 1934-Corcoran, Estados Unidos; 4 de marzo de 2019) fue un asesino en serie mexicano, encarcelado en los Estados Unidos por crímenes cometidos en ese país.

## Biografía

### Migración a Estados Unidos
En mayo de 1953 Juan Corona emigró a Estados Unidos a instancias de su medio hermano Natividad Corona y se estableció en la ciudad de Yuba City, California, se casó y tuvo cuatro hijas. Con el tiempo se dedicó a la actividad de contratista de mano de obra consistente en proporcionar a los granjeros del lugar mano de obra barata, generalmente mexicanos que habían emigrado buscando un mejor nivel de vida. En 1956 Corona fue diagnosticado de esquizofrenia y conforme a los usos médicos de entonces fue sometido a terapia de electrochoques. Los informes recogidos indicaban que Corona era un pacífico hombre de familia que concurría los domingos a la iglesia y no había quejas de que abusara de los trabajadores temporales a quienes contrataba.
Su medio hermano Natividad Corona, era conocido como un homosexual violento que operaba el café Guadalajara en el poblado de Marysville. Cuando un joven que apareció herido en el baño de su negocio lo demandó por 250 000 dólares vendió el negocio y se fue a su país.

### Hallazgo de los cuerpos
El 19 de mayo de 1971 un granjero japonés de la zona observó que en su huerto de durazno había sido excavado entre dos árboles un hoyo de dimensiones semejantes a las de una tumba. Al regresar a la noche lo encontró relleno de tierra, por lo que da aviso a la policía, que al excavarlo, encontró el cadáver de un hombre blanco y delgado que había sido fuertemente golpeado en la cabeza y apuñalado en el pecho y que más tarde fue identificado como Kenneth Whiteacre. Entre sus ropas fue encontrada pornografía homosexual, por lo que la policía supuso que el homicidio estaba vinculado a su condición sexual.
Se especuló entonces que podía haber sido una pelea posterior a un encuentro sexual y si bien se tomaron las huellas de neumáticos de una camioneta que había estado en el lugar, no se ahondó la investigación y se concluyó que se trataba de un crimen casual resultado de una pelea, si bien comprobaron que había en la cabeza laceraciones posteriores a la muerte.
El 24 de mayo, unos trabajadores que operaban un tractor en un rancho vecino encontraron tierra removida, por lo que llamaron a la policía que al excavarla encontró el cuerpo de Charles Fleming, otro vagabundo del lugar; esta vez se prestó más atención y al seguir un pequeño sendero que se observó entre la hierba encontraron más tierra revuelta.  
La policía realizó entonces una remoción de la tierra y encontró varios cadáveres en distintos estados de descomposición que presentaban el mismo tipo de heridas. También se hallaron unas facturas a nombre de Juan V. Corona, expedidas unos días antes. Cuando el 4 de junio se dio por terminada la búsqueda habían sido hallados 25 cuerpos e identificados 21 de ellos. Del total de cadáveres 22 pertenecían a anglosajones y ninguno era de origen mexicano. También se halló entre la tierra un recibo bancario a nombre de Juan Corona, quien finalmente fue acusado y detenido.
Si bien hallaron rastros de sangre en su camioneta, resultó ser de un trabajador herido que había transportado y, en su machete no se encontraron rastros sanguíneos. Las huellas de neumáticos no concordaron con las de su camioneta ni la bala hallada en uno de los cadáveres pertenecía a la pistola de Corona, quien además estaba usando muletas para caminar en la época de algunas de las muertes.

### Los juicios
El juicio contra Juan V. Corona fue largo, costoso y complejo, máxime cuando la acusación en lugar de elegir algunos casos como era usual le imputó los veinticinco homicidios. Inicialmente Corona fue asistido por el defensor público nombrado por el Tribunal pero el 14 de junio el acusado lo reemplazó por Richard Hawk, un abogado privado que en lugar de honorarios recibió de Corona los derechos literarios exclusivos respecto de su historia e, incluso, fue relevado de la obligación de guardar reserva acerca de sus comunicaciones con el acusado. Hawk optó por desistir de una defensa de insania y prescindió de los psiquiatras. Durante su detención Corona tuvo dos ataques al corazón.
Si bien no trajo el testimonio de su medio hermano, la defensa dejaba entrever que había sido el verdadero autor de los crímenes y que había dejado huellas como las facturas y boletas de depósito para incriminar a Corona. Pese a la probable motivación sexual de los crímenes no se comprobó que el acusado fuera homosexual.
Finalmente en 1973 el jurado, tras 45 horas de deliberación, decidió que Juan V. Corona era culpable de veinticinco homicidios y el juez lo condenó a veinticinco cadenas perpetuas con derecho a pedir la libertad condicional al cabo de siete años. En esa época la Suprema Corte del estado de California había establecido el criterio de que la pena de muerte era inconstitucional.

### Prisión y fallecimiento
En 1982 un nuevo grupo de abogados tomó la defensa y alegó que no se le había defendido correctamente en su primer juicio pero no consiguió que se modificara la condena. El jurado consideró que Natividad Corona —ya fallecido a esa fecha— no había tenido el tiempo ni oportunidad para cometer los crímenes y que, en cambio, el acusado no tenía una explicación razonable sobre por qué los nombres de algunos de los hombres muertos aparecían en sus registros de trabajo.
En la cárcel Corona fue atacado a puñaladas por cuatro internos y casi muere, perdiendo un ojo por el ataque. Continuó purgando sentencia en la prisión estatal de Corcoran en California. Durante sus últimos años en dicha prisión, padeció de demencia senil y su salud se fue agravando. El 5 de diciembre de 2011 le fue rechazado su pedido de libertad bajo palabra y no pudo solicitarlo de nuevo hasta 2016.
Falleció en la prisión de Corcoran, según informó el Departamento de Correccionales y Rehabilitación de California.